# Chrysaora colorata
Chrysaora colorata (paars-gestreepte kwal) is een schijfkwal uit de familie Pelagiidae. De kwal komt uit het geslacht Chrysaora. Chrysaora colorata werd in 1964 voor het eerst wetenschappelijk beschreven door Russell. 